# Ander Garaiar
Ander Garaiar Pikabea (Oyarzun, 17 de mayo de 2007) es un atleta español especializado en carreras de velocidad. Ganó la medalla de oro en los 100 m del Campeonato de Europa Sub-20 de 2025.

## Trayectoria deportiva
En 2025, su primer año como atleta sub-20, batió el récord de España de su categoría tanto en los 100 m (10.29) como en los 200 m (20.74) y el relevo 4 × 100 m (39.27). Unos meses después participó en el Campeonato de Europa Sub-20 de 2025, donde ganó la medalla de oro de los 100 m. El relevo 4 × 100 m del que formaba parte también terminó la final en primer lugar, pero acabó siendo descalificado por una infracción en un cambio de testigo.

## Competiciones internacionales
| Representando a España | Representando a España      | Representando a España | Representando a España | Representando a España | Representando a España |
| Año                    | Competición                 | Sede                   | Puesto                 | Prueba                 | Marca                  |
| ---------------------- | --------------------------- | ---------------------- | ---------------------- | ---------------------- | ---------------------- |
| 2025                   | Campeonato de Europa Sub-20 | Tampere                | Medalla de oro         | 100 m                  | 10.40                  |
| 2025                   | Campeonato de Europa Sub-20 | Tampere                | DSQ                    | 4 × 100 m              | --                     |